# کریستوفر لتم شولز
کریستوفر لتم شولز (به انگلیسی: Christopher Latham Sholes)، (زاده ۱۴ فوریه ۱۸۱۹، مورسبرگ، ایالت پنسیلوانیا، ایالات متحده - درگذشته ۱۷ فوریه ۱۸۹۰، میلواکی، ایالت ویسکانسین)، مخترع آمریکایی بود که اولین ماشین تایپ استاندارد و عملی را ساخت. وی همچنین مبدع صفحه کلید QWERTY است که امروزه به صورت وسیع مورد استفاده قرار می‌گیرد.

## لینک‌ها
- تایپ‌رایتر: یک برنامه جمع و جور رایگان که شبیه ماشین تحریر می‌نویسد.
- حقایقی شگفت‌آور در مورد اختراع ماشین تحریر.